# Halogénure de métal alcalin
Les halogénures de métaux alcalins, ou halogénures alcalins, sont la famille des composés inorganiques de formule chimique MX, où M est un métal alcalin et X est un halogène. Ces composés sont souvent des sources commercialement significatives de ces métaux et halogénures. Le plus connu de ces composés est le chlorure de sodium, ou sel de table.

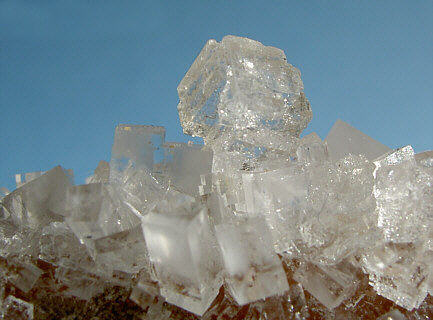
L'halite est la forme minérale du chlorure de sodium.

## Structure
La majorité des halogénures de métaux alcalins cristallisent dans le réseau cubique à faces centrées. Dans cette structure, les métaux et halogénures présentent tous deux une géométrie moléculaire octaédrique, dans laquelle chaque ion a une coordinence de six. Les chlorure, bromure et iodure de césium cristallisent dans un réseau cubique centré qui offre une coordinance de huit pour le cation métallique plus gros (ainsi que pour l'anion).

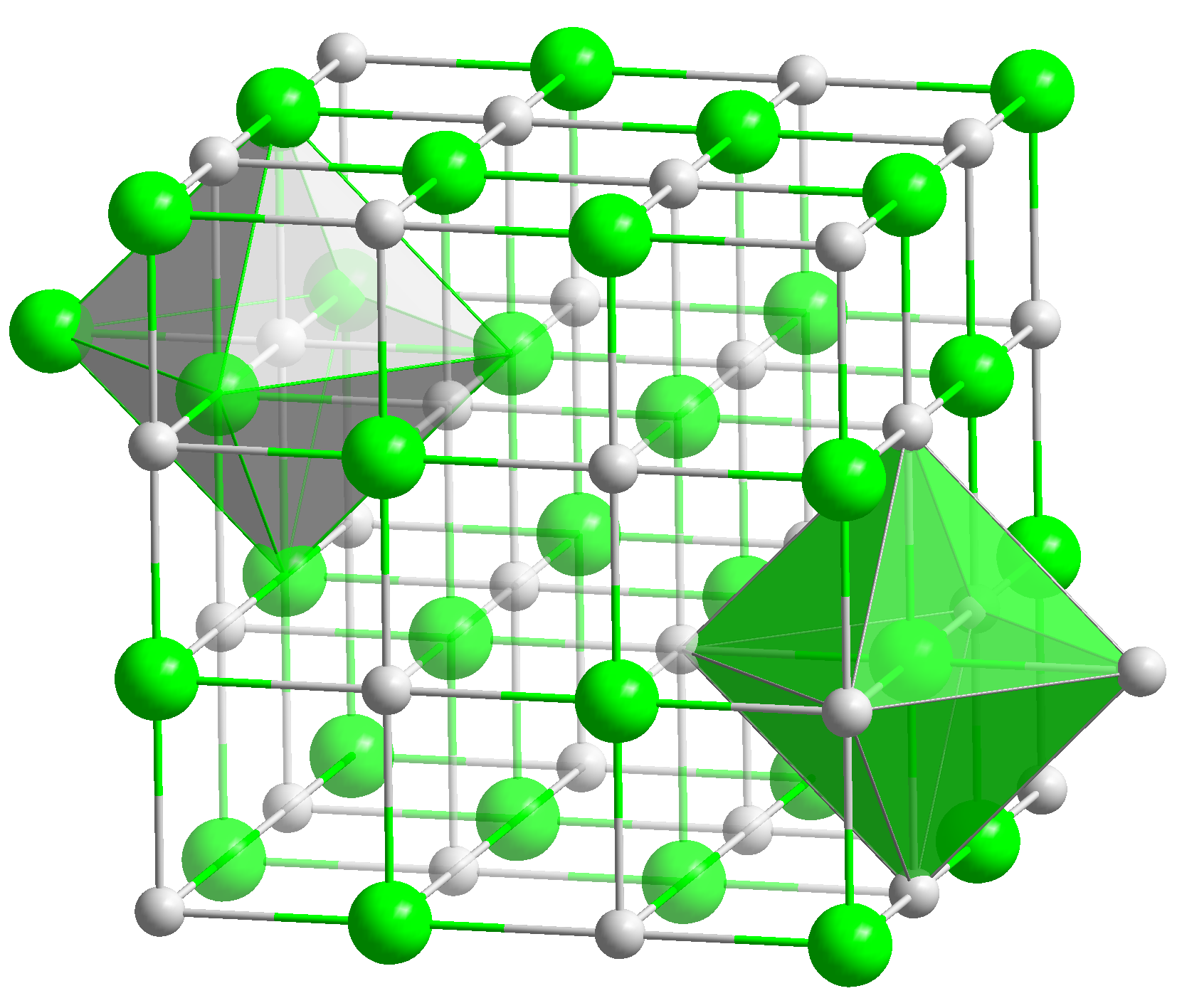
Modèle boules-bâtonnets de la coordinence de Na et de Cl dans NaCl. La majorité des halogénures de métaux alcalins adoptent cette structure.
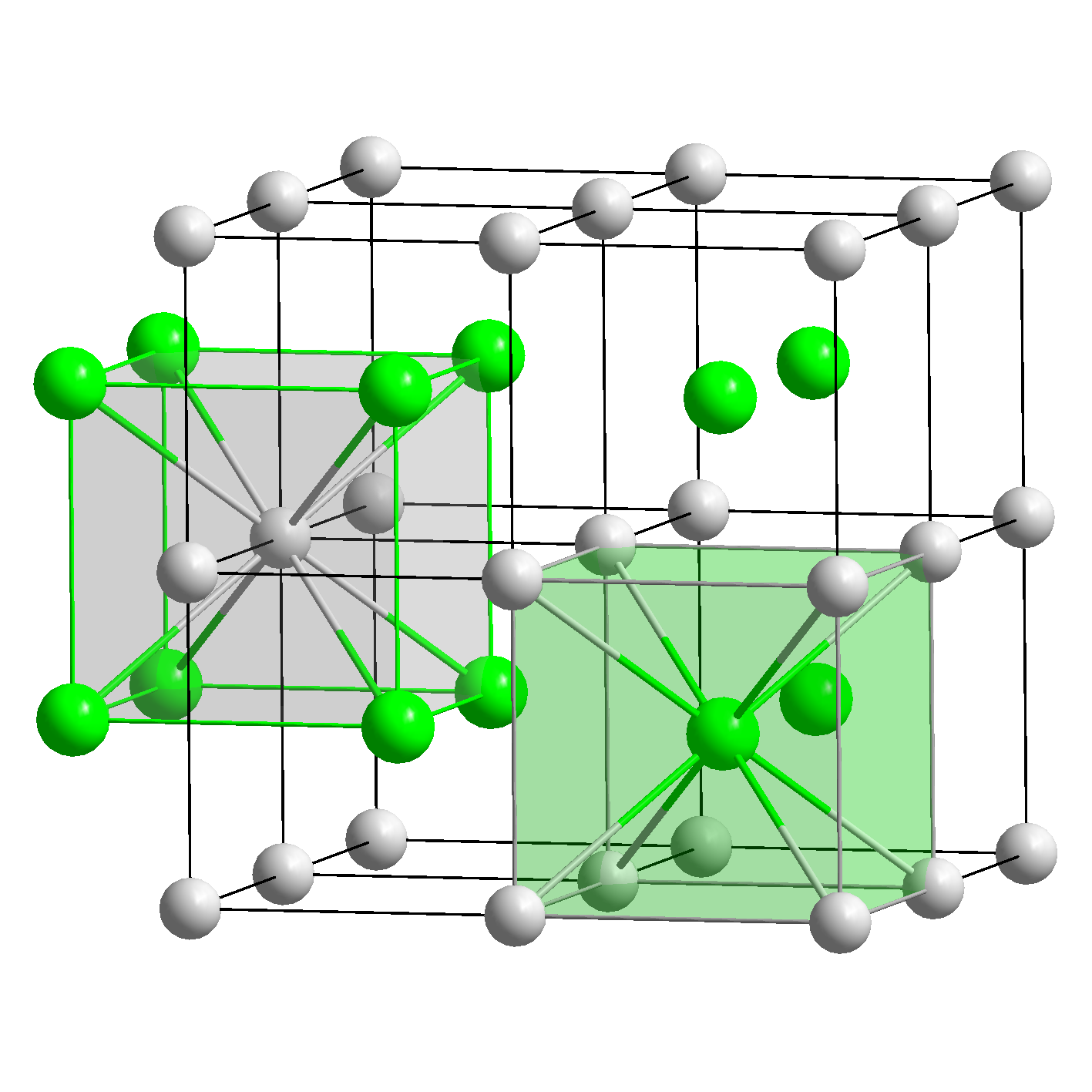
Modèle boules-bâtonnets de la coordinence de Cs et de Cl dans CsCl.

## Propriétés
Les halogénures de métaux alcalins se présentent sous forme de solides cristallins incolores, bien que les poudres finement broyées apparaissent blanches. Ils fondent à haute température, habituellement à plusieurs centaines de degrés pour donner des liquides incolores. Leur point de fusion élevé reflète leurs énergies réticulaires élevées. A température encore plus élevée, ces liquides s'évaporent pour donner des gaz composés de molécules diatomiques.
Ces composés se dissolvent dans les solvants polaires pour donner des solutions ioniques qui contiennent des anions et des cations hautement solvatés. Les halogénures alcalins dissolvent de grandes quantités du métal alcalin correspondant : le césium est complètement miscible à toute température au-dessus du point de fusion.
Le tableau ci-dessous fournit pour chaque composé un lien vers l'article correspondant. Le nombre à côté du composé indique la différence d'électronégativité entre les éléments basée sur l'échelle de Pauling. Plus le nombre est élevé, plus le solide est ionique.
|           |        | Métaux alcalins |            |           |            |            |
| Lithium   | Sodium | Potassium       | Rubidium   | Césium    |            |            |
| Halogènes | Fluor  | LiF (3,0)       | NaF (3,1)  | KF (3,2)  | RbF (3,2)  | CsF (3,3)  |
| Halogènes | Chlore | LiCl (2,0)      | NaCl (2,1) | KCl (2,2) | RbCl (2,2) | CsCl (2,3) |
| Halogènes | Brome  | LiBr (1,8)      | NaBr (1,9) | KBr (2,0) | RbBr (2,0) | CsBr (2,1) |
| Halogènes | Iode   | LiI (1,5)       | NaI (1,6)  | KI (1,7)  | RbI (1,7)  | CsI (1,8)  |